# Rok (album)
Rok – album Maryli Rodowicz wydany w 1974 roku nakładem wytwórni Pronit. Album został ponownie wydany na winylu i po raz pierwszy na CD w serii Antologia Maryli Rodowicz (2012-2013), nakładem Universal Music Polska.

## Lista utworów

### Strona 1
| 1. | "Urodzajny rok" (K.Gaertner, A.Osiecka)             | 3:30  |
|    |                                                     |       |
| 2. | "Do łezki łezka" (A.Korzyński, J.Kofta)             | 4:28  |
|    |                                                     |       |
| 3. | "Piosenka przeciw zasypianiu" (J.Mikuła, A.Osiecka) | 1:30  |
|    |                                                     |       |
| 4. | "Dwa wesela" (J.Mikuła, A.Osiecka)                  | 2:24  |
|    |                                                     |       |
| 5. | "Małgośka, szkoda łez" (K.Gaertner, A.Osiecka)      | 4:21  |
|    |                                                     |       |
| 6. | "Diabeł i raj" (K.Gaertner, A.Osiecka)              | 3:16  |
|    |                                                     |       |
|    |                                                     | 19:29 |
|    |                                                     |       |

### Strona 2
| 1. | "Kiedy się dziwić przestanę" (Cz.Niemen, J.Kofta)        | 4:52  |
|    |                                                          |       |
| 2. | "Westerplatte" (B.Konowalski, K.I.Gałczyński)            | 4:23  |
|    |                                                          |       |
| 3. | "Gdzie jest siódme morze" (K.Gaertner, J.Kleyny)         | 4:27  |
|    |                                                          |       |
| 4. | "Przyjdzie chmura chmur" (J.Mikuła, M.Rodowicz, J.Kofta) | 3:15  |
|    |                                                          |       |
|    |                                                          | 16:57 |
|    |                                                          |       |

## Twórcy
- Gerd Michaelis
- Janusz Muniak
- Wojciech Kowalewski – perkusja
- Tomasz Myśków – śpiew, gitara
- Jacek Mikuła – instrumenty klawiszowe, pianino
- Janusz Płyta – gitara basowa
- Waldemar Szpaderski – śpiew, instrumenty perkusyjne

Muzycy towarzyszący:
- Partita – chórki
- Pro Contra – chórki

### Personel
- Wojciech Piętowski – reżyser nagrania
- Halina Jastrzębska-Marciszewska – operator dźwięku
- Waldemar Świerzy – projekt graficzny